# Fabrique royale de tabac de Séville
La fabrique royale de tabac de Séville, ou la Fabrique royale de Tabac (Real Fábrica de tabacos), est une ancienne manufacture dédiée à la confection du tabac à Séville, en Espagne. Construite au XVIIIe siècle pour faire face à l’accroissement de la demande dans le pays, la fabrique est entrée en service en 1758, et a continué à fonctionner jusqu'en 1950. À cette date, l'université de Séville y a installé sa présidence, ainsi qu'une partie de ses services et facultés.
La construction, qui s'est étalée sur une cinquantaine d'années, a été menée par plusieurs architectes et ingénieurs militaires, au premier rang desquels Sébastien Van der Borcht. Les maîtres d'œuvre ont conçu un bâtiment d'une grande qualité architecturale, adapté aux fonctions particulières de la fabrique. Il s'agit d'un des premiers grands projets de bâtiment industriel dans l'Europe moderne, et du plus grand édifice de ce type en Espagne. Son importance historique et ses qualités esthétiques lui ont valu d'être classé Monument national en 1959.

## Histoire

### Précédents: fabrique de San Pedro
Séville est la première ville espagnole où est attesté l'usage du tabac. De ce fait, c'est dans cette ville qu'est implantée la toute première fabrique de tabac du pays. Divers ateliers de confection du tabac coexistaient dans la cité. En 1620, il est décidé de concentrer ces différents ateliers sur le site d'un ancien funduq de l'époque musulmane, entre l’église St-Pierre et la « calle Alhóndiga », dans une grande bâtisse connue dès lors comme la Fábrica de San Pedro ou Casas de la Galera. Séville bénéficie pour plusieurs décennies d’un monopole de fait. Le complexe qui se constitue peu à peu s'agrandit progressivement, au gré de l'évolution de la demande intérieure, insatisfaite. En industrialisant la fabrication du tabac (alors consommé en poudre), Séville innove. L'augmentation du nombre des moulins utilisés dans le processus de fabrication témoigne du succès de la fabrique au XVIIe siècle.
En 1684, l'accroissement des besoins en tabac amène la Couronne à attribuer le monopole légal de la fabrication du produit à la fabrique de la ville, qui gère désormais la régie des tabacs. Les autres établissements du royaume sont supprimés, à l'exception de celui de Cadix, orienté vers la fabrication de cigares, qui devient une annexe de la manufacture sévillane.
Deux agrandissements du complexe surviennent en 1687 et en 1714. C'est alors qu’est envisagé le déménagement des activités, en raison de différents facteurs : éloignement du port, circulation anarchique dans la ville, risques d'incendie… En 1725, des études sont menées afin d'évaluer les possibilités d'installation sur le site des anciens chantiers navals (atarazanas) construites en 1252 sur ordre d'Alphonse X. Consulté, Jorge Próspero de Verboom, Ingénieur Général d'Espagne, le plus haut responsable de l'ingénierie militaire, s'oppose au projet, en raison de la trop forte humidité du terrain.  Par conséquent, on agrandit à nouveau le site de San Pedro en 1726, tout en réfléchissant à une possibilité alternative de déménagement. 

### Construction

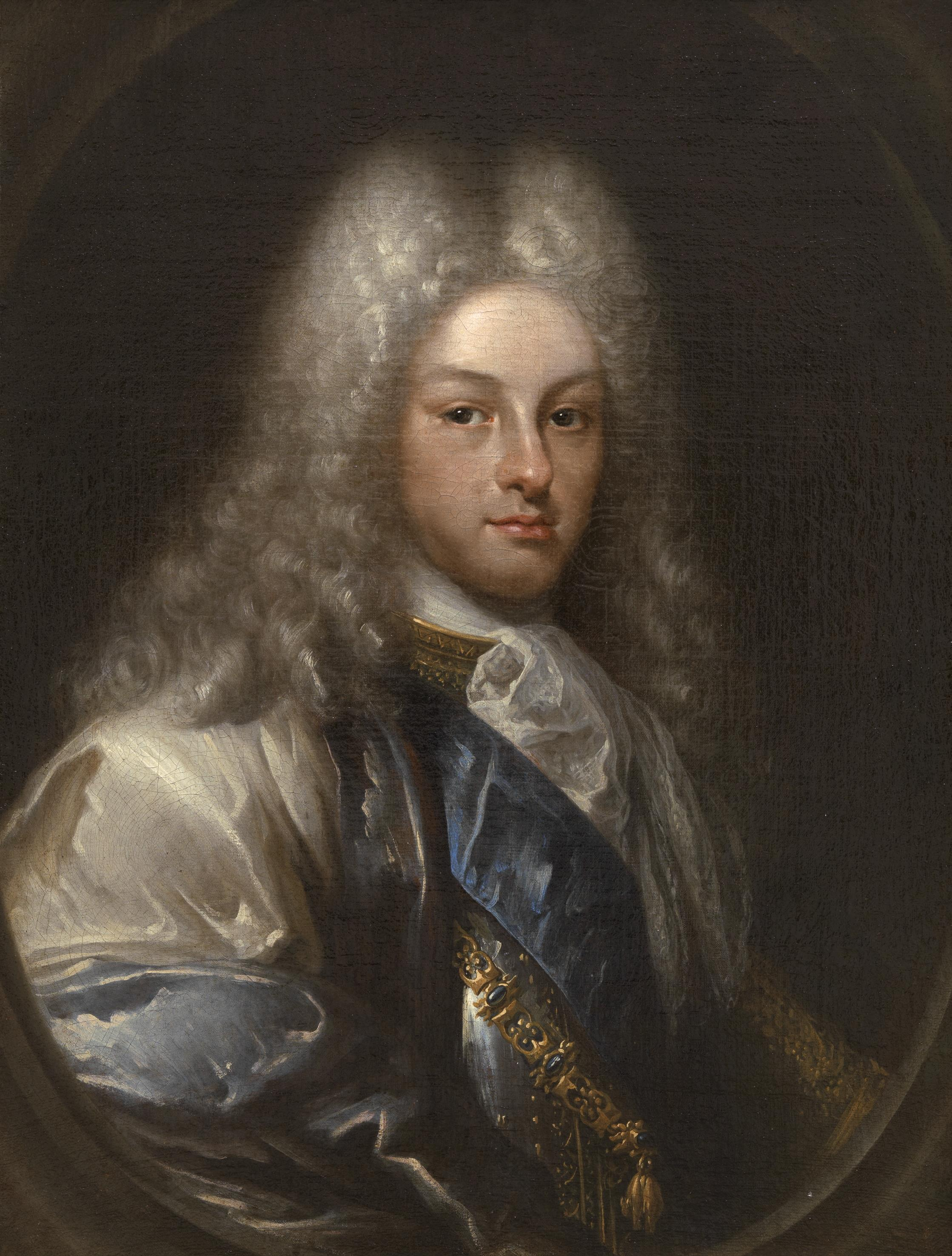
Philippe V d'Espagne.

Un projet est présenté le 25 janvier 1728. Trois lieux sont envisagés, hors les murs à proximité de la Puerta de Jerez : les anciens chantiers navals (déjà exclus par Verboom), un terrain situé entre le Palais de San Telmo et la Tour de l'or, et au lieu-dit Las calaveras. C'est cette dernière solution qui est retenue pour la construction du nouvel ensemble. Le terrain est situé entre la Huerta de la Alcoba de l'Alcázar, le monastère de San Diego (aujourd'hui disparu et remplacé par le Casino de l'Exposition ibéro-américaine de 1929) et le palais de San Telmo. Propriété du Collège de Marine de San Telmo et de la Mairie de Séville, il est vendu pour un prix de 15 000 réaux.
Le projet est confié à Ignacio de Sala, qui prévoit de surélever le monument afin de faire face aux crues fréquentes du Guadalquivir, tout proche. 
Les travaux commencent le 28 septembre 1728, sous le règne de Philippe V, et resteront sous la direction de Sala jusqu'à son renvoi en 1731. Verboom n'approuvant pas ses orientations, il le remplace par un ingénieur militaire, ignorant tout de ce type de chantiers, Diego Bordick Deverez, colonel d’infanterie. À cette date, Sala a à peine eu le temps de bâtir les fondations et de creuser une partie des fossés. Bordick présente de nouveaux plans, et restera en poste jusqu'à sa mort, en 1756. Néanmoins, son intervention est très limitée. Les travaux ne reprennent en effet qu'en 1733, pour être interrompus en 1735, jusqu'en 1750.
Le 9 août de cette année, le roi Ferdinand VI nomme, sur proposition de son ministre le marquis de la Ensenada, Sébastien Van der Borcht directeur des travaux. Bordick est donc éclipsé, tandis que Van der Borcht, également ingénieur militaire, va marquer durablement l'histoire de la fabrique, qui lui doit en grande partie sa physionomie.
La fabrique commande à Domingo Martínez huit peintures qui relatent les défilés de chars organisés dans la ville à l'occasion de la commémoration de l'avènement sur le trône de Ferdinand VI avec Marie-Barbara de Portugal en 1746, dont  Le Char de la remise des portraits des Rois à la Mairie, Le Char du feu et Le Char de l'annonce de la mascarade. Elles sont conservées au musée des beaux-arts de Séville.
À défaut d’avoir obtenu sa promotion en qualité de capitaine du port et du fleuve de Séville, Van der Borcht dirige les travaux jusqu'en 1766. Il se lie profondément à la ville en construisant et restaurant des édifices affectés par le tremblement de terre de Lisbonne de 1755. Dès la reprise des travaux en 1750, Borcht s'attèle à l'élévation des patios, galeries et façades, ainsi qu'au creusement des fossés. Entre 1751 et 1754, il réalise, en compagnie du sculpteur portugais Cayetano da Costa, le portail principal.
En 1757, la fabrique est officiellement inaugurée ; elle ne commencera néanmoins à fonctionner que le 9 juillet 1758. L'édifice n'est pas encore achevé à cette date, et les travaux se poursuivront quelques années encore, après le départ de Van der Borcht en 1766.

### Activité industrielle

#### Fabrication du tabac
Durant ses deux premiers siècles d'existence, la fabrique de tabac se consacre à la confection de tabac en poudre, qu'elle est la seule à produire. Le tabac est importé depuis les colonies et arrive directement au port de Séville. Les opérations de fabrication se déroulent en cinq étapes (ou beneficios), fixées au cours du XVIIe siècle. Une première étape, appelée azotea consiste à étendre les feuilles de tabac sur les toits (les azoteas), durant les mois chauds, afin de les faire sécher. Durant la deuxième étape, appelée le monte, les feuilles séchées sont moulues à l'aide de moulins mus par des chevaux. Ensuite, lors d'une troisième étape (la moja), le tabac moulu est mélangé à de l'eau, puis, est séché dans les vastes galeries de la fabrique au cours d'une quatrième étape, appelée oreo. Enfin, la cinquième étape, le repaso, comprend l'affinage de la poudre.
À la fin du XVIIIe siècle, la demande de cigares augmente en Espagne et entraîne l'accentuation de la production. Les méthodes de fabrication différent sensiblement de celles de la poudre, dont la consommation, et partant la production, décroissent. La première phase consiste à écôter les feuilles (desvenado), puis à la tremper et les sécher. L'étape principale reste l'assemblage des feuilles, afin de former les cigares.

#### Ouvriers
De 1620 à 1812, la fabrique n'emploie que des hommes. La raison principale de cette exclusivité masculine réside dans la nature des travaux nécessaires à l'élaboration du tabac en poudre, particulièrement physiques. De plus, la cohabitation d'hommes et de femmes en un même lieu de travail ne semble pas emporter l'adhésion.
Les besoins en personnel varient en fonction des saisons, le séchage des feuilles étant, par exemple, limité aux mois chauds. Tous les ouvriers sont des journaliers, et se répartissent en plusieurs grades : contremaîtres (capataces), assistants (tenientes ou ayudas) et manœuvres (peones). Jusqu'au début du XIXe siècle, les ouvriers affectés à la fabrication du tabac en poudre sont plus nombreux que leurs collègues chargés de la confection des cigares. Vers 1800, ils sont 1 200, pour 700 ouvriers occupés à rouler les cigares. Le nombre de ces derniers n'a cependant jamais cessé de croître au cours des décennies précédentes. Leur travail est pourtant décrié, les plaintes s'accumulent de la part des consommateurs, qui opposent à la production sévillane la qualité des cigares cubains ou de Cadix.

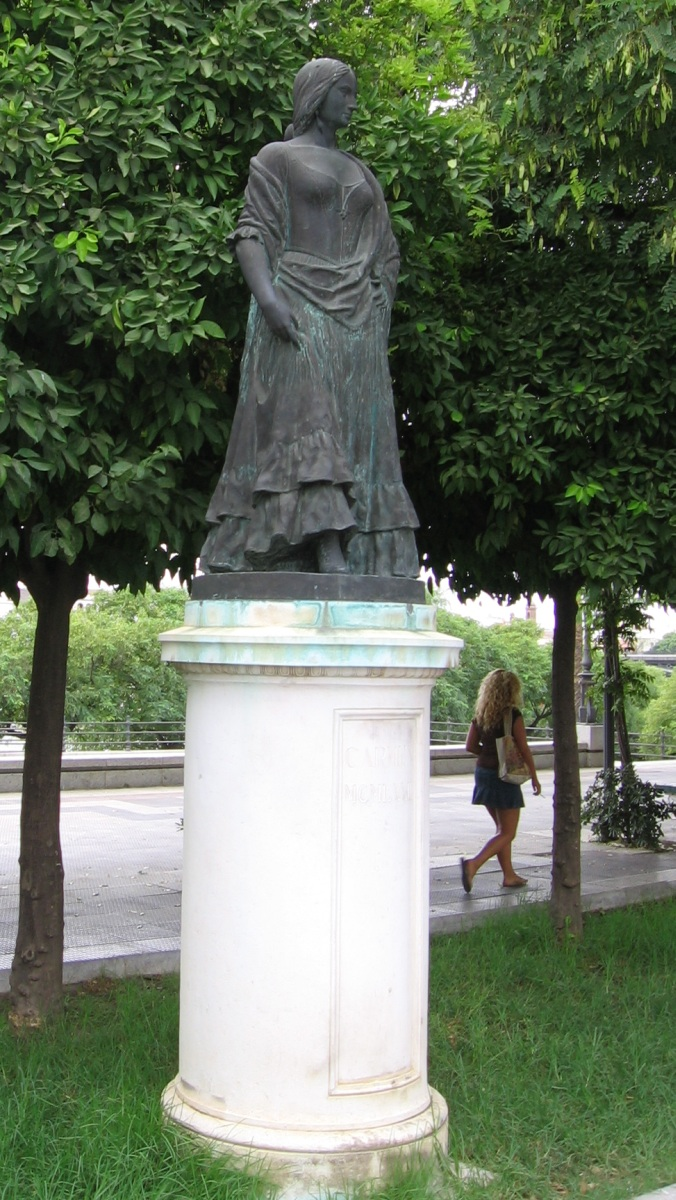
Statue de Carmen à Séville.

Les crises du début du siècle – notamment la guerre contre Napoléon – affectent gravement le fonctionnement de la fabrique, qui suspend la fabrication des cigares en avril 1811 et renvoie les 700 ouvriers occupés à cette tâche. Cet évènement facilite la féminisation de la fabrique. L'expérience d'autres fabriques – Cadix, Alicante, Madrid, La Corogne – démontre les avantages d'une telle mesure : les femmes semblent mieux travailler que leurs congénères masculins. En décembre 1812, il est donc décidé d'employer des femmes pour la confection des cigares, qui nécessite moins d'efforts physiques que le tabac moulu. La fin de la guerre entraîne la reprise de la consommation, mais un autre phénomène participe à la croissance de la production : la démocratisation du tabac. Autrefois utilisé pour ses vertus médicales, le tabac est désormais un produit essentiellement destiné à la consommation courante, l'apparition de la cigarette produite à une échelle industrielle, en étant un témoignage non négligeable.

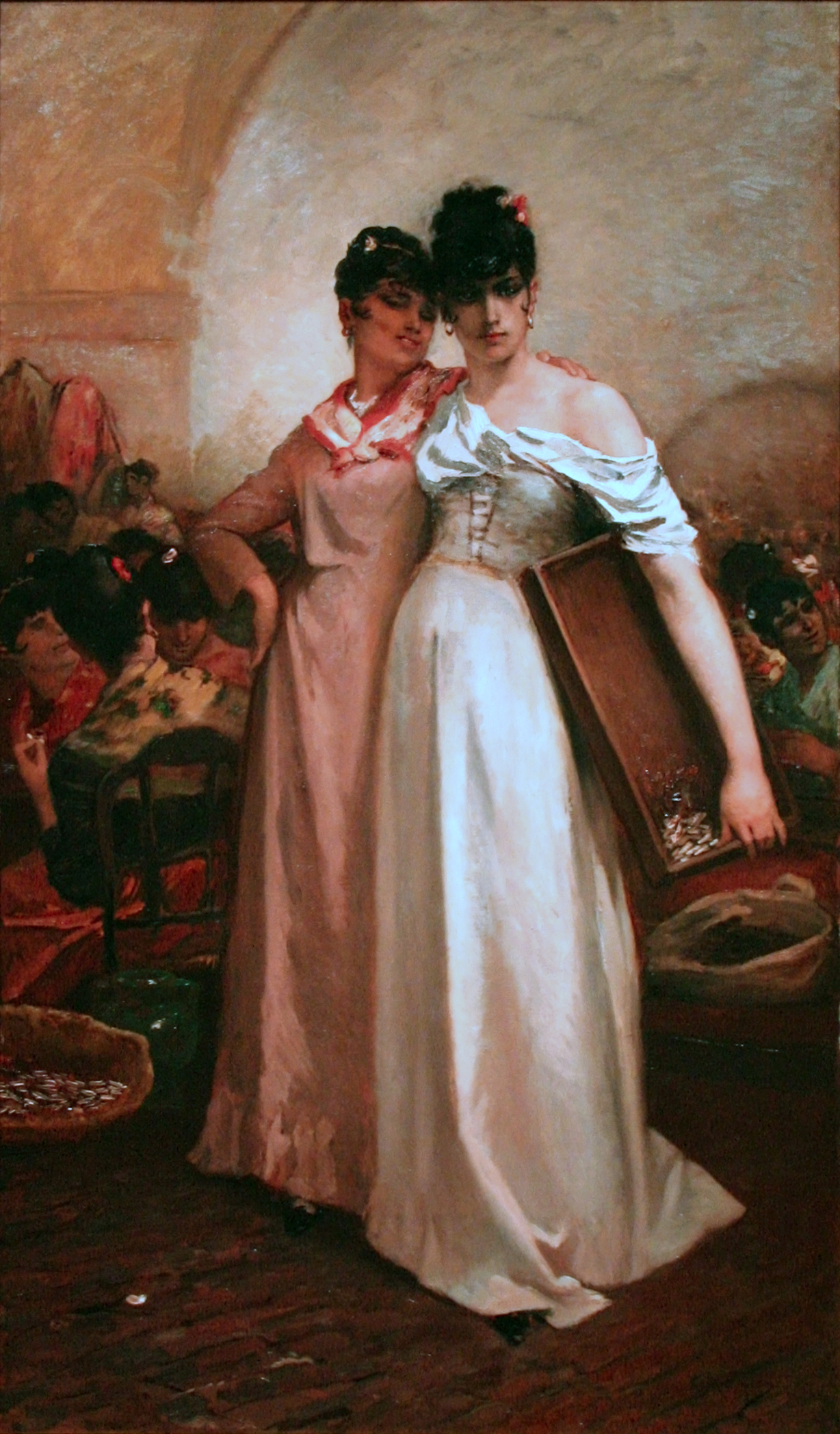
Deux ouvrières à la Manufacture royale de tabac de Séville
Constantin Meunier
après 1883
Louvain, Musée M.

Ces éléments, liés aux salaires moins élevés que ceux des hommes, provoquent une montée en puissance progressive de la présence féminine. En février 1813, un Establecimiento de mujeres est créé afin d'organiser l'apprentissage des jeunes ouvrières, qui intègrent généralement la fabrique à l'âge de 13 ans. Malgré le retour des hommes à la production de tabac, le nombre de femmes continue à croître. Les ouvrières (les cigarreras) s'impose peu à peu, reléguant les hommes au travail du tabac en poudre, dont la consommation a chuté. Les ateliers sont agrandis, et réorganisées avec une nouvelle hiérarchie. Les ouvrières sont 6 000 dans les années 1880. Cependant, la mécanisation qui marque l’entrée dans le XXe siècle signe le début du lent déclin des cigarreras, dont le nombre passe à 3 000 en 1906 puis 1 100 en 1940.
La féminisation de la fabrique va contribuer à la renommée de la fabrique, relayée par les artistes et écrivains voyageurs, tels que Richard Ford, Prosper Mérimée ou Georges Bizet, qui immortaliseront ces femmes à travers la nouvelle et l'opéra Carmen.

### Armée et université à la fabrique
De par sa physionomie défensive (fossés, guérites, rempart) due à l'origine militaire des architectes, et sa situation stratégique à l'entrée de la ville, la fabrique a été utilisée à plusieurs reprises par l'armée, qui occupait la partie orientale de l'édifice. Dès son inauguration et jusqu'en 1820, le bâtiment a été gardé par un corps de dragons. En 1836, lors de la première guerre carliste, la crainte de l'arrivée du général Miguel Gómez Damas poussent les autorités à cacher le trésor de la cathédrale et d'autres églises sévillanes dans la fabrique, et à y placer de l'artillerie. 
En 1883 est installé un régiment monté d'artillerie, qui y demeure jusqu'en 1929. Peu après, la fabrique devient le siège de deux bataillons, qui resteront jusqu'au 16 septembre 1950, lorsque démarreront les travaux d’adaptation du bâtiment à ses nouvelles fonctions universitaires. Cette année-là est effectivement décidé le départ des forces militaires et de l'activité industrielle, afin d'implanter l'université, à l'étroit dans ses locaux de l’époque. Trois architectes sont chargés de la réhabilitation du site : Delgado Roig, Balbontín Orta y Toro Buiza. En 1954, après quatre ans de travaux, l'université installe en ces lieux sa présidence (rectorado), et certains de ses services centraux et facultés.

## Description
La Fabrique royale de Tabac occupe un vaste espace à proximité du cœur de la ville. Elle est située à proximité du palais de San Telmo, de l'hôtel Alfonso XIII et du parc de María Luisa, et figure de ce fait sur le parcours habituel des touristes qui visitent Séville. L'ancienne fabrique se présente sous la forme d'un gigantesque volume rectangulaire à deux niveaux, de 185 mètres sur 147. Il s'agit donc du plus grand monument espagnol, après le monastère royal de l'Escorial, près de Madrid.
En raison de l'étendue des travaux sur plusieurs époques et de la succession d'architectes, l'édifice présente une grande variété de styles et d'influences, qui ne compromet pas pour autant son unité. Il emprunte des éléments à l'architecture défensive, à travers ses fossés et son pont-levis, mais aussi à l'architecture de la Renaissance dans son plan et ses façades. L'influence baroque est perceptible sur le portail principal et la fontaine centrale, tandis que certains patios trahissent l'inspiration néoclassique.
La fabrique a été conçue dès le départ en fonction des activités industrielles qui motivaient sa construction, d'où l'organisation autour de patios et galeries, qui devaient permettre l'« oreo », deuxième séchage des feuilles de tabac. Aussi, l'accès au toit – plat – a été rendu possible par de petits escaliers intérieurs, par lesquels les ouvriers pouvaient apporter les feuilles à sécher avant traitement. L'imposant volume des cours et des pièces est motivé par la quantité du personnel et les nécessités du travail du tabac, réalisé avec force outils et moulins actionnés à l'aide de bêtes de somme. Ces exigences fonctionnelles n'ont pas empêché de doter le monument d'une grande monumentalité et de qualités esthétiques indéniables, qui transparaissent dans son architecture et son décor.

### Extérieur

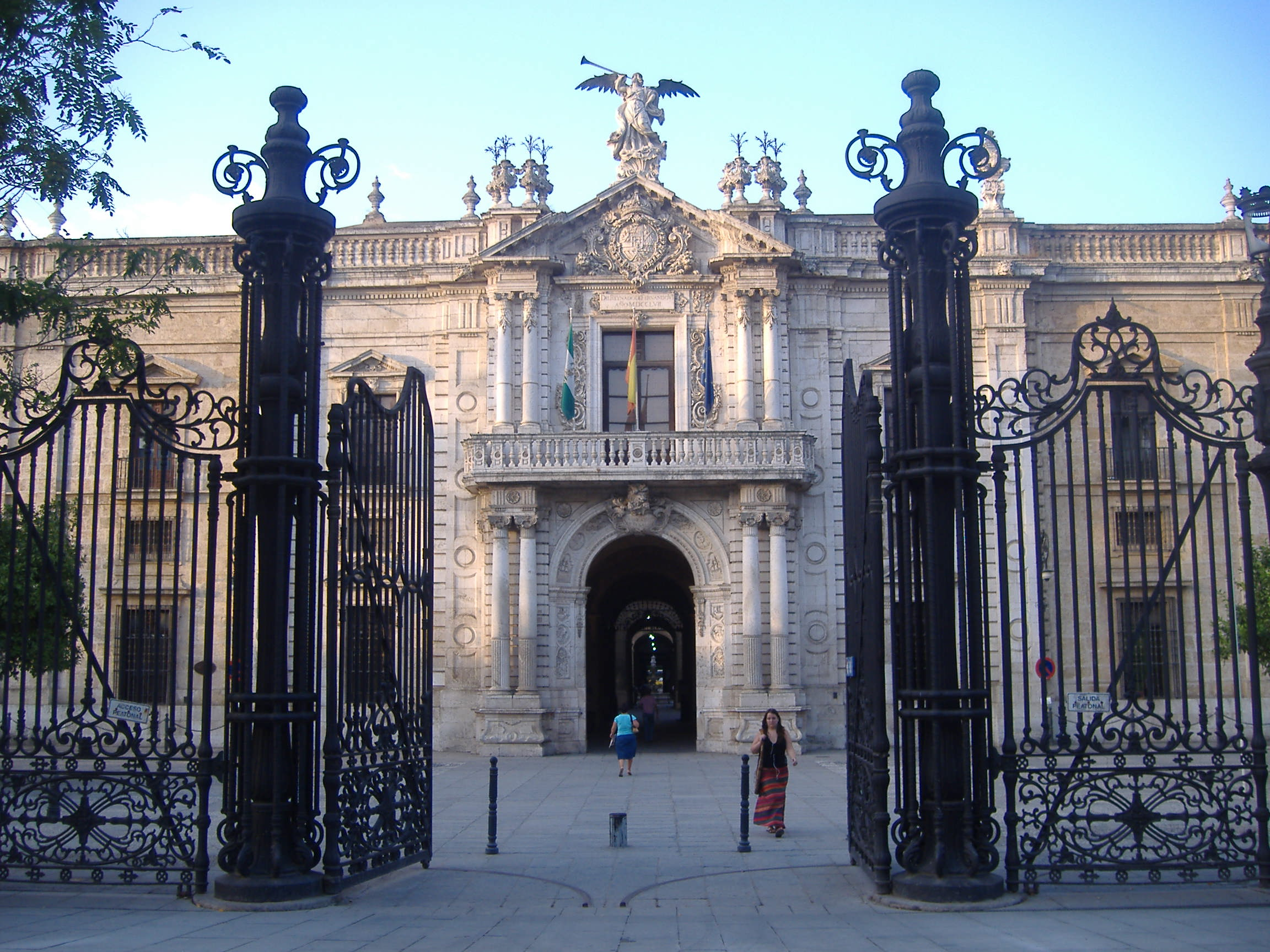
Portail principal de la Fabrique royale de Tabac.

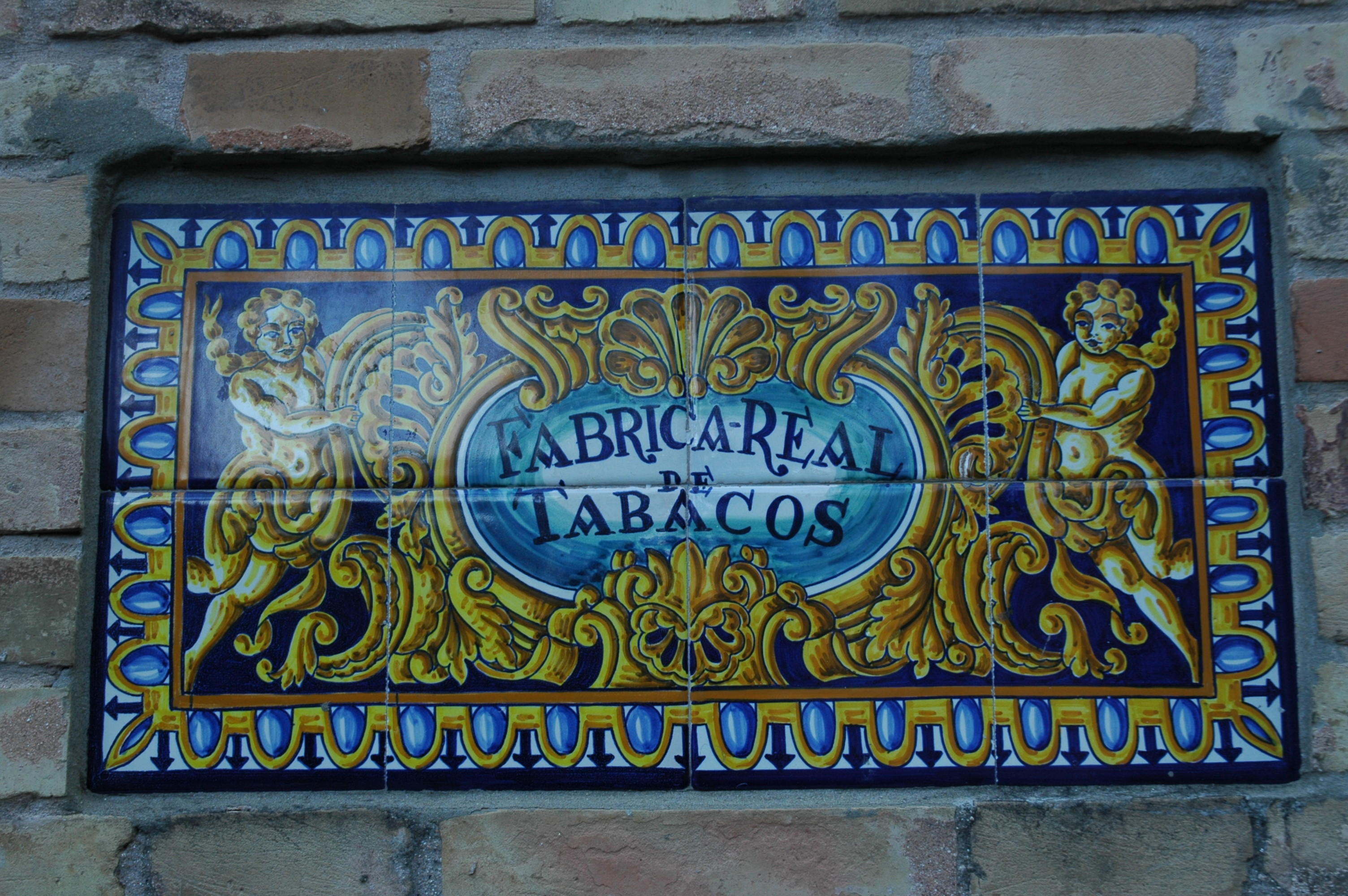
L'enseigne antique, encore présente aujourd'hui

L'ensemble de la fabrique est entouré de belles grilles en ferronnerie. Entre celles-ci et la bâtisse ont été aménagés des jardins. Une partie du bâtiment est encore entouré de ses fossés, et le pont-levis méridional est toujours en place. La présence de ces fossés ne répond à aucune exigence défensive. Les architectes ont certainement souhaité, à travers eux, transmettre l'idée d'un monde autonome et indépendant du reste de la ville
L'extérieur de l'édifice présente une belle unité. Les quatre façades sont bâties selon le même schéma. Elles sont scandées par une série de pilastres épurés qui délimitent des travées régulières, dans lesquelles prennent place des fenêtres. Celles du second niveau sont surmontées de frontons triangulaires fortement saillants, et sont ornées de balustrades en fer forgé. Les façades sont couronnées sur toute leur longueur d'une élégante balustrade aveugle portant sur un épais entablement, ainsi que de vases placés dans le prolongement vertical des pilastres.
L'élément extérieur le plus remarquable est sans conteste le superbe portail baroque de la façade principale, au nord. Il fut dessiné par Van der Borcht, et sculpté par Cayetano da Costa entre 1751 et 1754. Placé en forte saillie par rapport à la façade, il se compose de deux niveaux d'élévation, comme souvent dans les ouvrages de ce type à Séville. Le premier niveau est percé d’une haute et large porte en plein-cintre, dont les piédroits et l'archivolte sont finement décorés. La porte est encadrée de quatre colonnes à chapiteaux corinthiens, portant une petite frise à métopes et triglyphes. Sur cet ensemble repose le deuxième niveau orné d'une belle balustrade, clôturant un large balcon, s'étendant sur toute la longueur du portail. Une porte rectangulaire trône en son centre, et est encadrée de piédroits finement sculptés. Elle est flanquée de quatre colonnes à chapiteaux ioniques. Le tout est surmonté d'un fronton échancré (les rampants sont découpés, mais le faîte est conservé), au centre duquel figurent les armes du royaume d'Espagne. Au sommet du fronton est implantée une statue allégorique de la Renommée. Sculptée en pierre d'Estepa, elle est dotée d’ailes en cuivre doré. Cette statue sert de logo à l'université. Les portails qui ornent les autres façades sont de caractère très nettement néoclassique, et leur décoration, très épurée, diffère sensiblement de la profusion d'éléments décoratifs du portail principal.

### Intérieur

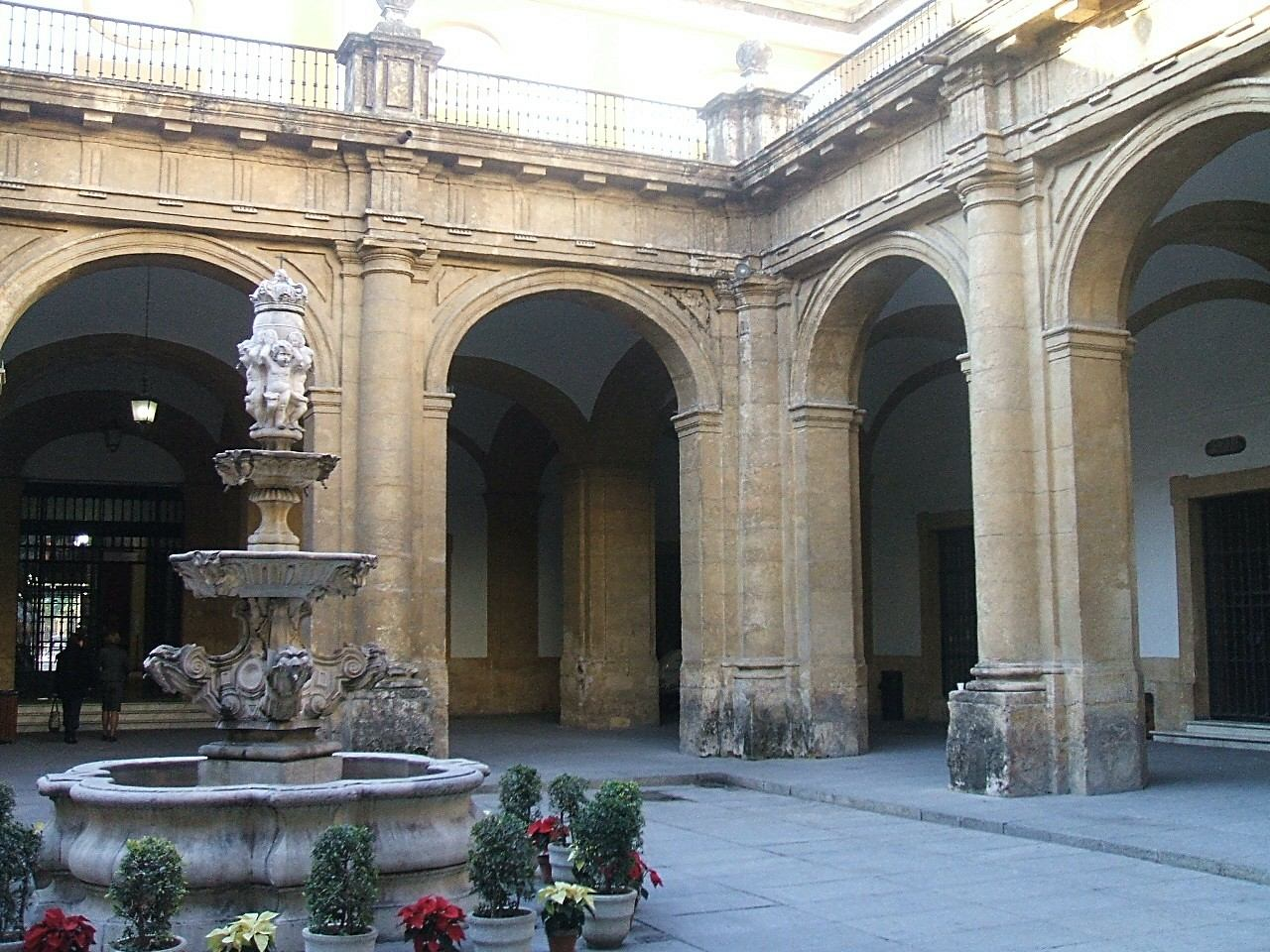
Le patio principal.

C'est à l’intérieur de l'édifice que se manifeste le mieux l'adéquation entre le bâtiment et ses fonctions originelles. Les quatre portails, placés au centre des différentes façades, s'ouvrent sur des couloirs, qui se rejoignent au niveau principal et structurent ainsi la fabrique selon un plan cruciforme. L'ensemble de l'édifice s'articule autour de trois vastes patios et de galeries qui donnent accès aux différentes salles. Le volume de ces couloirs et de ces cours surprend par sa monumentalité. 
Le patio principal se distingue par ses dimensions et sa belle facture néoclassique. Entouré de volumineuses galeries à arcs en plein-cintre, il est égayé en son centre par une ravissante fontaine baroque. Deux petits patios, plus intimistes, sont également construits dans l'aile nord-ouest de l'édifice et disposent également de fontaines. De nombreux espaces ont été réhabilités afin de permettre leur utilisation dans le cadre universitaire : bureaux, salles de classe, amphithéâtres et bibliothèques ont remplacé les anciens ateliers.

### La chapelle

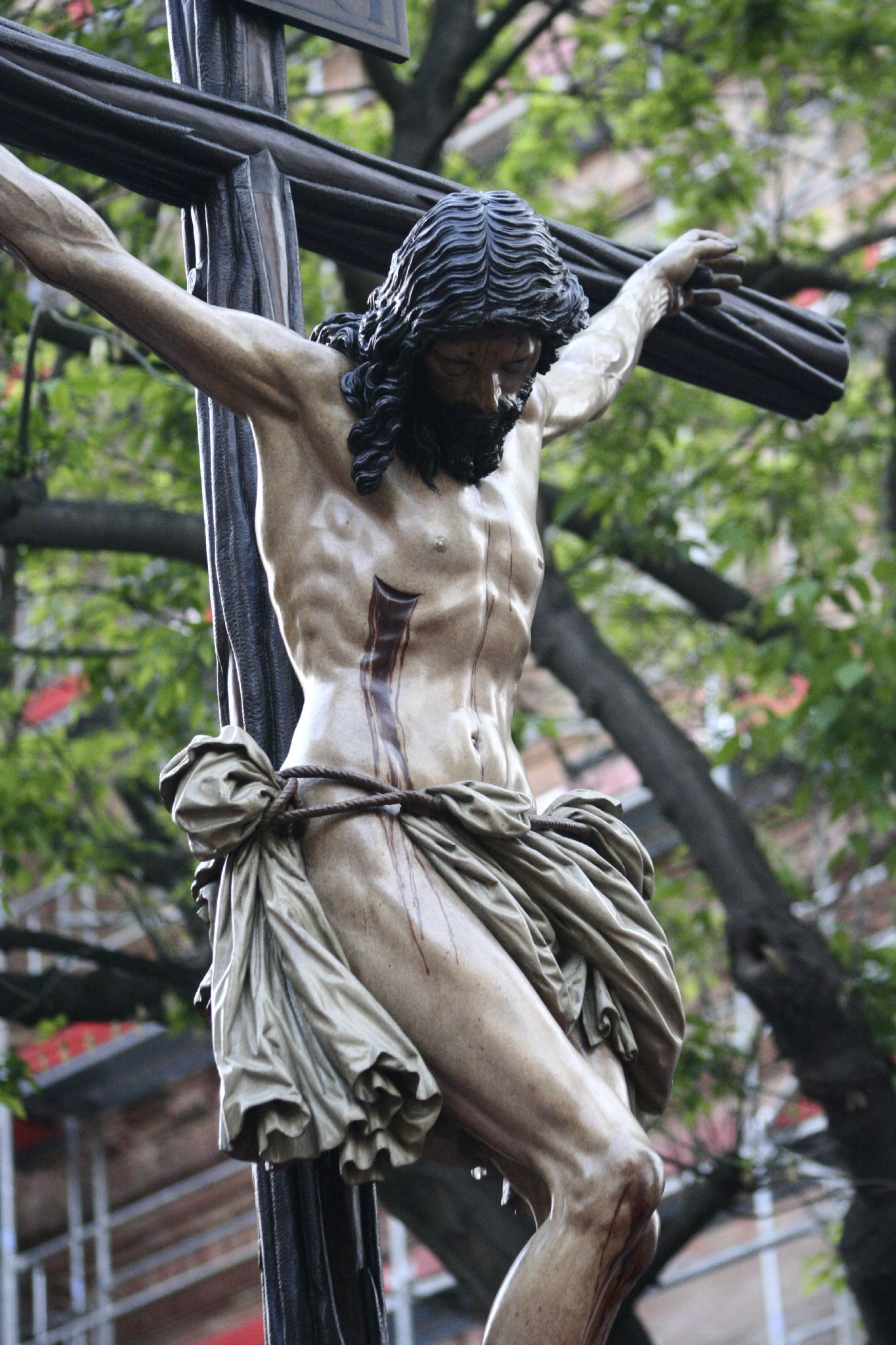
Cristo de la Buena Muerte par Juan de Mesa.

La chapelle fut livrée en 1763. Elle arbore une belle et discrète composition, caractéristique du style baroque sévillan. La porte est encadrée de piédroits d'un grand raffinement, aux formes courbes, et surmonté d'un beau fronton brisé à volutes, dont les lignes s'inscrivent dans le prolongement de celles des piédroits. Au centre de ce fronton figure un oculus. Scandée par quatre pilastres, la façade est couronnée par un petit clocher à jour (type campenard), orné de colonnes et d'un fronton brisé, ainsi que de volutes sur les côtés. La chapelle fut agrandie au cours de la deuxième moitié du XXe siècle, le nombre de nefs passant de une à trois. Plusieurs retables, dont un du XVIIIe siècle, y sont conservés.
Une confrérie religieuse, la Hermandad de Los Estudiantes, fut fondée en 1924 par des étudiants et professeurs. Elle participe à la Semaine sainte depuis 1926, pour le mardi saint, accompagnant lors des processions les effigies du Cristo de la Buena Muerte et María Santísima de la Angustia, patronne des étudiants. Elle a transféré son siège dans la chapelle de l’actuelle université en 1966.

## Protection
La fabrique fait l’objet d’un classement en Espagne au titre de bien d'intérêt culturel depuis le 13 mai 1959.